# Kościół Przemienienia Pańskiego w Pruszkowie
Kościół Przemienienia Pańskiego w Pruszkowie – rzymskokatolicki kościół w Pruszkowie, w Tworkach, w kompleksie zabudowań Szpitala Tworkowskiego. Wzniesiony w latach 1904-1906 jako cerkiew prawosławna.

## Historia
Cerkiew przy szpitalu psychiatrycznym w Tworkach zbudowano z myślą o rosyjskich pracownikach placówki. Plac pod budowę obiektu (wskazany osobiście przez biskupa warszawskiego Hieronima) wyświęcono 4 sierpnia 1904, zaś gotowa cerkiew została konsekrowana w październiku tego samego roku. Jej patronem został św. metropolita kijowski Aleksy, który był również patronem urodzonego w tym samym roku następcy tronu; to też zdecydowało o wyborze wezwania. Koszt wzniesienia i urządzenia cerkwi wyniósł 13,5 tys. rubli. Funkcjonowała do 1915, gdy Rosjanie opuścili terytorium Królestwa Polskiego. Z budynku wywieziono całe wyposażenie. W latach powojennych stała opuszczona.
W 1928 budowla została przejęta przez Kościół katolicki, a w 1930 odbyła się rekonsekracja odnowionej świątyni. W zaadaptowanej do potrzeb liturgii łacińskiej świątyni zachowano pierwotną posadzkę i freski. W prezbiterium znalazł się natomiast obraz Matki Boskiej Częstochowskiej, którego autorem był pacjent szpitala Bolesław Wisłocki. Wyposażenie nowo utworzonego kościoła przeniesiono z kaplicy katolickiej, która istniała od początku funkcjonowania szpitala w budynku administracyjnym w centralnej części kompleksu jego zabudowań. W ten sposób w obiekcie znalazły się kielich i organy z końca XIX w. oraz obraz Przemienienia Pańskiego.

## Architektura
Cerkiew wzniesiono w stylu typowym dla średniowiecznego budownictwa sakralnego Apostolskiego Kościoła Ormiańskiego, popularnym wśród rosyjskich architektów początku XX stulecia. Autorem planu cerkwi był Piotr Fedders, który w Warszawie zaprojektował również wojskową cerkiew św. Martyniana. Budowla jest bardzo zbliżona formą do cerkwi w Lisinie, którą projektował Nikołaj Benois - ojciec Leontija, architekta, dzięki któremu Piotr Fedders otrzymał zlecenie na wykonanie projektu świątyni prawosławnej w Tworkach. Nietypowy i mniej kojarzący się z zaborcą styl (większość cerkwi wzniesionych przez Rosjan na ziemiach polskich reprezentowała styl bizantyjsko-rosyjski, tzw. urzędowy) sprawił, że po adaptacji na kościół budynek nie został gruntownie przebudowany i zachował pierwotny wygląd.